# Edwin Ifeanyi
Edwin Ifeanyi (ur. 28 kwietnia 1972) – kameruński piłkarz grający na pozycji pomocnika, reprezentant kraju.

## Kariera reprezentacyjna
W reprezentacji Kamerunu zadebiutował w 1994. W sumie w reprezentacji wystąpił w 2 spotkaniach.

## Statystyki
| Reprezentacja Kamerunu | Reprezentacja Kamerunu | Reprezentacja Kamerunu |
| Rok                    | Mecze                  | Gole                   |
| ---------------------- | ---------------------- | ---------------------- |
| 1994                   | 2                      | 0                      |
| Razem                  | 2                      | 0                      |